# Asfour
Asfour (în arabă عصفور) este o comună din provincia El Tarf, Algeria.
Populația comunei este de 11.447 de locuitori (2008).